# 吳祚
吳祚（1440年—？），字天保，浙江嚴州府淳安縣人，民籍。明朝政治人物。進士出身。

## 生平
浙江鄉試第三十一名。成化五年（1469年）乙丑科會試第二百三十八名，殿試登進士第三甲第一百六十三名。三月改翰林院庶吉士，八年八月擢授江西道監察御史，十三年巡按貴州。致仕家居，与尹道遜、蔡鼎结清樂會，唱和吟咏。

## 家族
曾祖父吳祖蔭。祖父吳芳遠。父亲吳晉，曾任封兵部郎中。